# Betta renata
Betta renata — тропічний прісноводний вид риб з родини осфронемових (Osphronemidae), підродина макроподових (Macropodusinae).
Видова назва renata походить від латинського renes («нирка»), стосується чорної позначки відповідної формі на горлі цих риб.
Належить до групи близьких видів B. waseri, які дуже схожі між собою. Їхня ідентифікація базується на характері чорного малюнку на голові. До цієї групи належать B. waseri, B. hipposideros, B. tomi, B. spilotogena, B. chloropharynx, B. pi, B. renata, B. pardalotos, B. omega.

## Опис
Максимальний розмір 8,53 см стандартної (без хвостового плавця) довжини. У спинному плавці 9-11 м'яких променів, в анальному 28-31 м'який промінь. Хребців 30-32. Бічних лусок 31-32.
Характерною ознакою забарвлення виду є чорна позначка на горлі, що має форму нирки. Вона не з'єднується з чорною нижньою губою. Кілька чорних цяток є на зябрових кришках. Нижній край зябрових кришок чорний. Наявні слабкі поперечні смуги на спинному та хвостовому плавцях.

## Поширення
Вид поширений в індонезійських провінціях Джамбі, Ріау та Південна Суматра. Відома його присутність приблизно в 4-10 місцях, а орієнтовна територія поширення становить 8000-19285 км².
Схожі зразки відомі з острова Білітон, але вони перебувають у поганому стані. Для встановлення їхньої справжньої ідентичності потрібен свіжий матеріал.
Betta renata є стенотопним мешканцем чорноводних середовищ існування, пов'язаних з торфовими болотними лісами. Риб ловили на мілководді серед занурених уламків рослинності. Вода мала колір чаю, а показник pH становив 4,1. Це єдине відоме вимірювання показників води в середовищі існування виду.
Вид оцінюється як вразливий через його обмежене поширення, а також велику ймовірність руйнування середовищ існування через деградацію та розчищення торфових боліт. Поточні тенденції чисельності популяції виду невідомі.

## Утримання в акваріумі
Вид дуже рідко зустрічається в акваріумній торгівлі. Мало хто взагалі коли-небудь бачив живою Betta renata, не кажучи вже про те, щоб тримати її в акваріумі. Відсутність яскравих кольорів робить види групи Betta waseri недостатньо привабливими для багатьох акваріумістів.
Як і всі види групи B. waseri, Betta renata інкубує ікру в роті.